# Farragut (Schiff, 2006)
Die Farragut, auch USS Farragut (Kennung: DDG-99), ist ein Lenkwaffenzerstörer der Arleigh-Burke-Klasse (Flight IIA) der United States Navy. Namenspatron des Schiffes ist David Glasgow Farragut, ein bekannter Marineoffizier aus dem 19. Jahrhundert.

## Geschichte
Die Farragut wurde 1998 in Auftrag gegeben. Gebaut wurde das Schiff von der Werft Bath Iron Works, die zum Konzern General Dynamics gehört. Im Dock von BIW in Bath, Maine wurde der Kiel des Zerstörers am 9. Januar 2004 gelegt. Der Bau dauerte eineinhalb Jahre, Stapellauf war am 23. Juli 2005. An diesem Tag fand auch die Schiffstaufe statt. Patin war die Senatorin von Maine, Susan Collins.
Nach ersten Testfahrten wurde die Farragut am 10. Juni 2006 offiziell in Dienst gestellt und im Marinestützpunkt Naval Station Mayport in Florida stationiert.
2008 verlegte die Farragut an der Seite der George Washington zur Übung Partnership of the Americas. Anfang 2010 lief sie dann an der Seite der Dwight D. Eisenhower aus. Ziel der Fahrt war der Nahe Osten, wo die Kampfgruppe die US-Streitkräfte im Irak und die Piratenbekämpfung vor Somalia unterstützte. Am 21. Februar 2010 verhinderte ein Helikopter der Farragut, dass Piraten die Barakaale enterten, später brachte der Zerstörer das Boot der Piraten auf. Am 31. März 2010 brachte sie dann das Schiff von weiteren Piraten auf, welche die Evita angegriffen hatten. Das Piratenschiff wurde von der Farragut versenkt. Nur wenige Tage später, am 16. April, verhinderte der Bordhelikopter des Zerstörers, dass Piraten die Thor Traveler entern konnten.
Im Juni 2012 verlegte die Farragut wiederum an der Seite der Dwight D. Eisenhower ins Mittelmeer und arabische Gewässer. Vom 1. bis 4. September 2012 befand sich die Farragut zu einem Besuch im Marinestützpunkt Heppenser Groden in Wilhelmshaven. Der Besuch des Zerstörers stand im Zusammenhang mit der Teilnahme des Schiffs am Manöver Northern Eagle. Am 9. Januar 2020 ereignete sich im Norden des Arabischen Meeres ein Zwischenfall, als die in der 5. US-Flotte fahrende Farragut von einem russischen Militärschiff durch eine Schrägfahrt auf der Steuerbordseite bedrängt wurde, was zu einer Kollision hätte führen können.

## Bewaffnung
Für die Abwehr von anfliegenden Flugkörpern erhielt das Schiff die Flugabwehrraketen RIM-162 Evolved Sea Sparrow Missile (ESSM), die aus dem Mk 41 Vertical Launching System verschossen werden. Zur weiteren Flugabwehr wurde nachträglich hinter dem achteren Schornsteinaufbau ein Nahbereichsverteidigungssystem in Form des Phalanx CIWS installiert, das beim Bau ab DDG 85 (Block IV) ursprünglich nicht vorgesehen war.